# 舊斯卡拉特
49°27′50″N 25°58′56″E / 49.46389°N 25.98222°E
舊斯卡拉特（羅馬化：Staryi Skalat）是烏克蘭的村落，位於該國西部捷爾諾波爾州，由捷尔诺波尔区負責管轄，始建於1295年，面積1.7平方公里，2001年人口1,081，人口密度每平方公里635.1人。